# Барнаул (присілок)
Барнау́л (рос. Барнаул) — присілок у складі Варгашинського району Курганської області, Росія. Входить до складу Мостовської сільської ради.
Населення — 1 особа (2010, 4 у 2002).